# Nuevo Poblado Llanos Morelos
Nuevo Poblado Llanos Morelos är en ort i Mexiko.   Den ligger i kommunen Ixtapangajoya och delstaten Chiapas, i den sydöstra delen av landet, 700 km öster om huvudstaden Mexico City. Nuevo Poblado Llanos Morelos ligger 415 meter över havet och antalet invånare är 132.
Terrängen runt Nuevo Poblado Llanos Morelos är huvudsakligen kuperad. Nuevo Poblado Llanos Morelos ligger uppe på en höjd. Runt Nuevo Poblado Llanos Morelos är det ganska tätbefolkat, med 52 invånare per kvadratkilometer. Närmaste större samhälle är Teapa, 6,0 km norr om Nuevo Poblado Llanos Morelos. Omgivningarna runt Nuevo Poblado Llanos Morelos är en mosaik av jordbruksmark och naturlig växtlighet.